# Alto (réseau ferroviaire)
Pour les articles homonymes, voir Alto.
Alto (stylisé en ALTO) ou le Réseau de train à grande vitesse Québec-Toronto (anglais : Toronto–Québec City High-Speed Rail Network) est un projet de réseau ferroviaire à grande vitesse au Canada qui reliera la ville de Québec à Toronto. Il a été initialement annoncé par le gouvernement fédéral et Justin Trudeau le 19 février 2025. Une phase de conception du projet a été annoncée avec un coût estimé à 3,9 milliards $ CA et devrait durer entre 4 et 5 ans.
Le réseau ferroviaire comportera des trains qui atteindront des vitesses de 300 km/h, soit environ le double de la vitesse de fonctionnement actuelle des trains de Via Rail (Siemens Charger et wagons Ventures (en)) de 160 km/h.

## Histoire

### Début
Le projet de train à grande fréquence (TGF ; anglais : high frequency rail, HFR) a été proposé par Via Rail en 2015. En construisant des voies consacrées au transport des passagers, le projet TGF vise à supprimer des retards provoqués par le transport des marchandises. Il permettrait aussi un service plus fréquent et des trains plus rapides. Spécifiquement, il vise à réaliser, rapidement, deux tiers des advantages d'un TGV avec un tiers de ses coûts. En 2019, une étude du projet a été lancée et en 2021, le gouvernement canadien a annoncé le lancement prévu du processus d'appel d'offres pour une ligne TGF entre Québec et Toronto:6:23.
Or, en mars 2022, le projet a été relancé pour introduire un modèle de partenariat public-privé pour une ligne TGF dans le corridor Québec-Windsor. VIA TGF a été officiellement fondée en tant que société d'État le 29 novembre 2022, sous la dénomination officielle VIA HFR - VIA TGF Inc, afin de « superviser » ce projet.
Le projet révisé demande que chaque consortium propose une solution pour une vitesse maximale de 200 km/h et une autre solution pour une vitesse plus élévée.
En octobre 2023, l'étape de la demande de propositions a été lancé. En même temps, l'intention de réviser le projet TGF à un projet de TGV a émergée.

### Gestion
Au début, le projet TGF avait été géré par un Bureau de projet conjoint (BPC) sous la direction partagée de VIA Rail et du Banque de l'infrastructure du Canada. En 2022, la gestion du projet a été reprise par VIA TGF, la nouvelle société d'État.

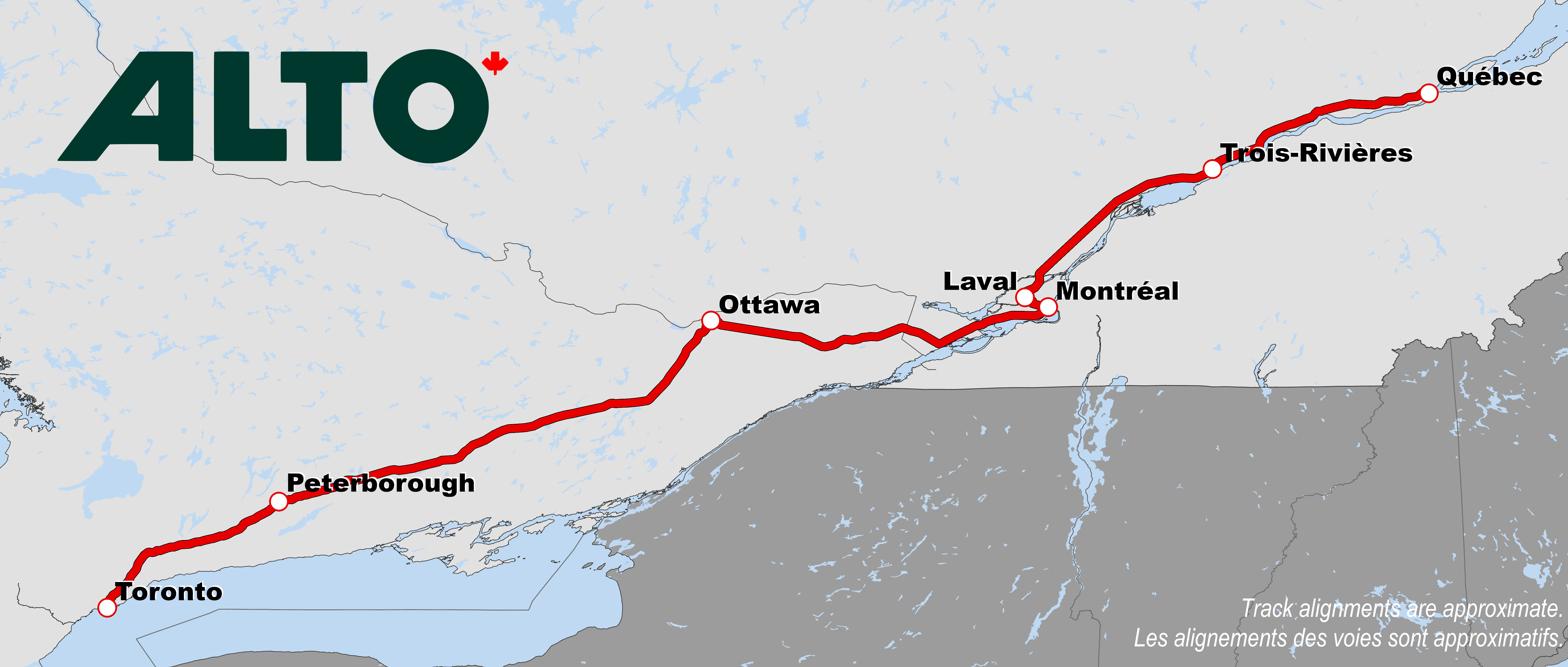
Tracé exploratoire des villes desservies

### Annonce
Alto a été officiellement annoncé par le Premier ministre Justin Trudeau à Montréal le 19 février 2025. Il s'agissait d'une révision du projet TGF, qui devait désormais être une ligne ferroviaire à grande vitesse reliant Québec à Toronto. Lors de cette annonce, Trudeau a décrit le projet comme le « plus grand projet d'infrastructure de l'histoire du Canada » et a ajouté qu'il « changerait la donne pour les Canadiens ». La ligne doit s'étendre entre Toronto et Québec, avec cinq arrêts supplémentaires entre elles : Peterborough, Ottawa, Montréal, Laval et Trois-Rivières.

## Processus d'appel d'offres

### Consortiums participants
En juillet 2023, le gouvernement a sélectionné trois consortiums pour passer à l'étape de la demande de propositions,,, :

#### Cadence
- () Caisse de dépôt et placement du Québec (CPDQ Infra)
- () Groupe AtkinsRéalis Inc. (anciennement Groupe SNC-Lavalin Inc.)
- SYSTRA Canada
- / Keolis Canada
- Air Canada (ajoutée en 2024[22])
- SNCF Voyageurs S.A. (ajoutée en 2024[22])

#### Développeurs Ferroviaires Interurbains
- Intercity Development Partners
- Kilmer Transportation
- First Rail Holdings
- Jacobs
- Hatch
- CIMA+
- FirstGroup
- / RATP Dev Canada
- Renfe Operadora
- Meridiam (ajoutée en 2024[23])
- DF Canada Infrastructure Group Inc. (ajoutée en 2024[24])
- EllisDon (en) Capital (retirée en 2023[25])

#### Partenaires Ferroviaires QConnexiON
- Fengate
- John Laing
- Bechtel
- WSP Canada
- Deutsche Bahn

### Consortium gagnant
Le consortium sélectionné est Cadence.

## Temps de trajet

### Estimation officielle
Temps de trajet officiels estimés/prévus par Alto :
| Itinéraire              | Temps de trajet Alto |
| ----------------------- | -------------------- |
| Toronto-Ottawa          | 2:09                 |
| Toronto-Montréal        | 3:07                 |
| Toronto-Peterborough    | 0:40                 |
| Ottawa-Montréal         | 0:58                 |
| Montréal-Québec         | 1:29                 |
| Montréal-Trois-Rivières | 0:50                 |

### Par rapport au service Via Rail existant
Estimations fournies par Alto pour le service actuel de Via Rail circulant sur le corridor ferroviaire Québec–Windsor :
| Itinéraire              | Temps de trajet aujourd'hui | Temps de trajet aujourd'hui | Temps de trajet Alto (TGV) | Temps économisé |
| Itinéraire              | (Via Rail)                  | (voiture)                   | Temps de trajet Alto (TGV) | Temps économisé |
| ----------------------- | --------------------------- | --------------------------- | -------------------------- | --------------- |
| Toronto-Ottawa          | 4:26                        | non fourni                  | 2:09                       | 2:17            |
| Toronto-Montréal        | 5:30                        | non fourni                  | 3:07                       | 2:23            |
| Toronto-Peterborough    | NC                          | 1:27                        | 0:40                       | 0:47            |
| Ottawa-Montréal         | 1:59                        | non fourni                  | 0:58                       | 1:01            |
| Montréal-Québec         | 3:17                        | non fourni                  | 1:29                       | 1:48            |
| Montréal-Trois-Rivières | 1:44                        | non fourni                  | 0:50                       | 0:54            |

Les trains Via Rail actuels (Charger Siemens (en) et wagons Ventures (en)) ont une vitesse de pointe de conception de 201 km/h mais ont une vitesse de fonctionnement de 160 km/h en raison d'un manque d'infrastructures de meilleure qualité.

### Contre la conduite
| Itinéraire              | Temps de conduite | Temps de trajet Alto (TGV) | Temps économisé |
| ----------------------- | ----------------- | -------------------------- | --------------- |
| Toronto-Ottawa          | ~4:30             | 2:09                       | 2:21            |
| Toronto-Montréal        | ~5:30             | 3:07                       | 2:23            |
| Toronto-Peterborough    | ~1:30             | 0:40                       | 0:50            |
| Ottawa-Montréal         | ~2:00             | 0:58                       | 1:02            |
| Montréal-Québec         | ~3:00             | 1:29                       | 1:31            |
| Montréal-Trois-Rivières | ~1:30             | 0:50                       | 0:40            |

Les temps de conduite sont basés sur des conditions générales et des itinéraires typiques. Les temps de trajet réels peuvent varier en fonction du trafic, de la météo et des conditions routières.

### Contre le vol
| Itinéraire              | Durée totale du vol | Temps de trajet Alto (TGV) | Temps économisé |
| ----------------------- | ------------------- | -------------------------- | --------------- |
| Toronto-Ottawa          | ~3:30               | 2:09                       | 1:21            |
| Toronto-Montréal        | ~4:00               | 3:07                       | 0:53            |
| Toronto-Peterborough    | —                   | 0:40                       | —               |
| Ottawa-Montréal         | ~3:00               | 0:58                       | 2:02            |
| Montréal-Québec         | ~3:30               | 1:29                       | 2:01            |
| Montréal-Trois-Rivières | —                   | 0:50                       | —               |

La durée totale du vol comprend le transport depuis et vers les centres-villes et les contrôles de sécurité.

### Résumé
| Itinéraire              | Temps de trajet aujourd'hui (Via Rail) | Temps de conduite | Durée totale du vol | Temps de trajet Alto (TGV) |
| ----------------------- | -------------------------------------- | ----------------- | ------------------- | -------------------------- |
| Toronto-Ottawa          | 4:26                                   | ~4:30             | ~3:30               | 2:09                       |
| Toronto-Montréal        | 5:30                                   | ~5:30             | ~4:00               | 3:07                       |
| Toronto-Peterborough    | NC                                     | ~1:30             | —                   | 0:40                       |
| Ottawa-Montréal         | 1:59                                   | ~2:00             | ~3:00               | 0:58                       |
| Montréal-Québec         | 3:17                                   | ~3:00             | ~3:30               | 1:29                       |
| Montréal-Trois-Rivières | 1:44                                   | ~1:30             | —                   | 0:50                       |